# Леринска носия
Леринската носия (на гръцки: Φορεσιά της Φλώρινας) е българска носия от Лерин и Леринско, разположени днес в Егейска Македония, Гърция. Леринската носия се различава в осем вариации - носиите в леринските села Желево, Кладороби, Бел камен и Негован, в селата около Преспанското езеро, Невеска, Лаген, Суровичево и носиите в Буф и Раково.

## Женска носия
Във всички разновидности характерни елементи за женската леринска носия са белият сукман и вълнената или памучна риза. Други елементи от женската носия в Желево са нагръдник, сая, престилка или пола, чорапи и опинци. Обичайните бижута са пафти и големи обеци. Бялата памучна риза е с малка яка и цветна бродерия. Саята е направена от специално обработен плат и също има бродерия. Булчинската носия включва монети, наредени на верижки на гърдите, закачени за саята. Опинците са направени от свинска или говежда кожа и се носят на празници.